# 犬養健
犬養健（日语：犬養 健/いぬかい たける，1896年7月28日—1960年8月28日），日本前法务大臣、小说家。他是日本前首相犬養毅的三儿子。東京帝國大學哲學系肄業。